# Fashionclash

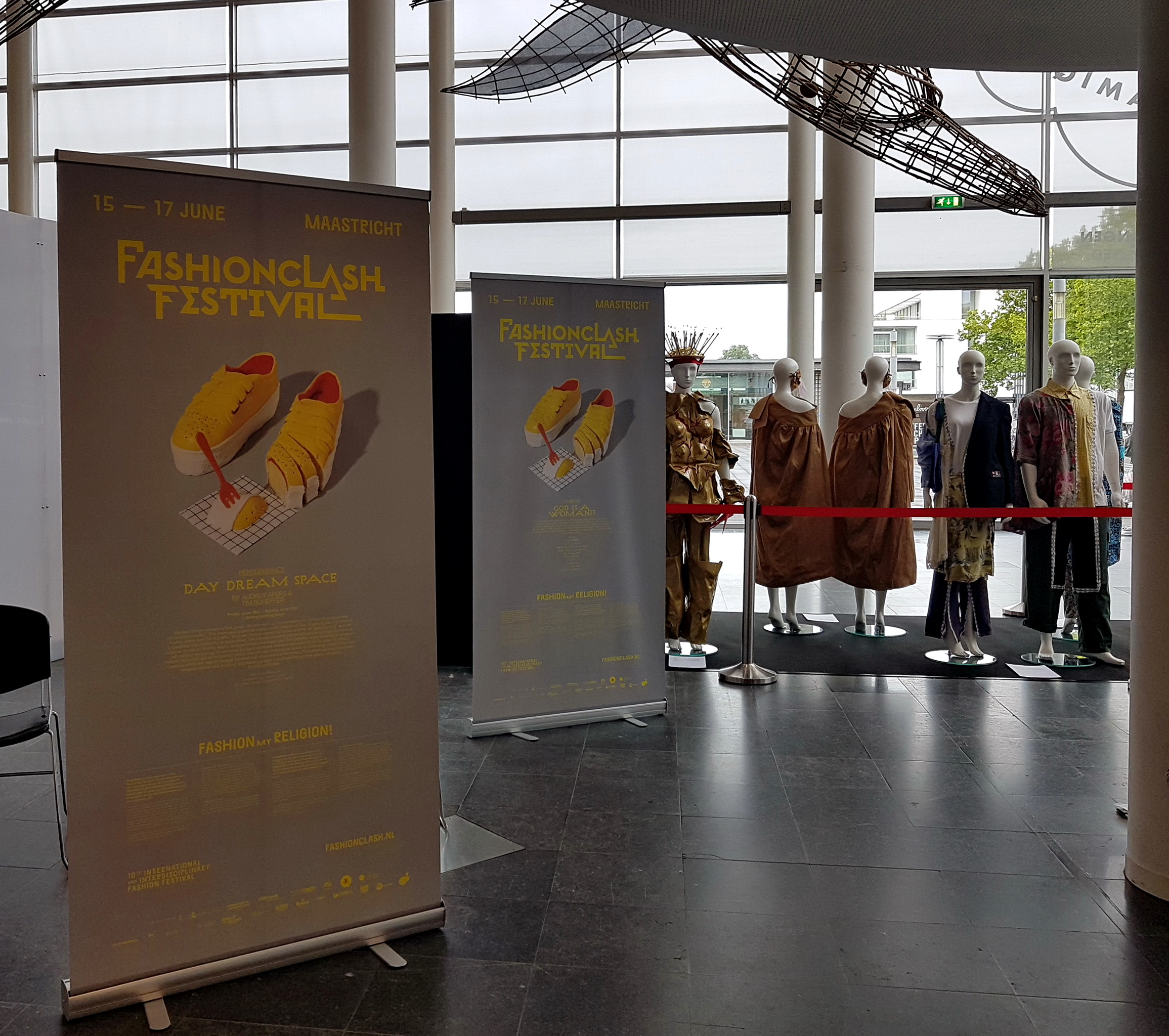
Affiches Fashionclash 2018: Fashion my religion! en expositie in Centre Céramique

Fashionclash, ook wel FASHIONCLASH Festival, is een internationale en interdisciplinaire modemanifestatie in de Nederlandse stad Maastricht, waarbij met name jonge ontwerpers en kunstenaars uit uiteenlopende disciplines de mogelijkheid krijgen hun werk te tonen. Het is tevens de naam van de organiserende stichting.

## Organisatie
De Stichting FASHIONCLASH is gevestigd in een pand aan de Batterijstraat in het centrum van Maastricht. De stichting wordt geleid door de initiatiefnemers Branko Popovic, Laurens Hamacher (aanvankelijk: Els Petit) en Nawie Kuiper. Het mode-evenement ontvangt subsidie van onder andere de Provincie Limburg, de Gemeente Maastricht, het Prins Bernhard Cultuurfonds en het Fonds voor Cultuurparticipatie.
De voornaamste activiteit van de stichting is sinds 2009 de organisatie van Fashionclash Maastricht met o.a. modeshows, exposities, workshops, 'Meet the Designer' evenementen en de Fashionclash Designer Market. Voor de modeshows worden kaarten verkocht; alle andere evenementen zijn gratis toegankelijk.
Ook buiten het eigenlijke evenement in juni/juli is de stichting actief met Fashionclash pop-up stores (voorheen o.a. in de Hoenderstraat en Rechtstraat in Maastricht), FAB pop-up stores in Hasselt (Grote Markt) en Maastricht (Entre Deux) en, sinds 2017, het permanente Forza Fashion House in het LAB-gebouw van Rubberfabriek Radium.
Fashionclash werkt nauw samen met onder andere de Academie Beeldende Kunsten Maastricht, het Modemuseum Hasselt en de organisatie Designmetropole Aachen. Met de twee laatstgenoemde instellingen wordt samengewerkt in het Euregionaal modeplatform FAB - Fashion Across Borders. Met deze en andere projecten in binnen- en buitenland neemt Fashionclash een unieke positie in het nationale en internationale modelandschap in.

## Geschiedenis

### Ontstaan
Fashionclash komt voort uit een ontwikkelingsproject in de sloppenwijken van de Braziliaanse stad Fortaleza in 2006-2007, waarbij enkele Nederlandse en Braziliaanse modeontwerpers samenwerkten met lokale werkers van de kledingfabriek Palmas Fashion. Dit leidde tot de expositie Fashionclash Brazil, van 11 mei tot 19 augustus 2007 in de hoofdkantoren van sponsor DSM in Sittard en Heerlen.

### Edities 2009-2015
De eerste editie van Fashionclash Maastricht was van 27 juni tot 5 juli 2009. De initiatiefnemers waren de jonge ontwerpers Branko Popovic, Nawie Kuiper en Laurens Hamacher. De eerste twee edities van Fashionclash vonden plaats in de Timmerfabriek, een voormalig magazijn van de Koninklijke Sphinx. In 2010 vond in het Duitse Essen een Fashionclash modemanifestatie plaats in het kader van RUHR.2010 (Essen - culturele hoofdstad van Europa).
In 2011 werd het voormalige decoratie-atelier van de Koninklijke Mosa, de 'SAMdecorfabriek', de hoofdlocatie van het evenement. Bij gelegenheid van de Heiligdomsvaart in dat jaar organiseerde Fashionclash een alternatieve modeprocessie door de straten van Maastricht. Een aantal tijdens de processie gedragen kledingstukken werden geëxposeerd in het Bergportaal van de Sint-Servaasbasiliek.
De jubileumeditie van het evenement van 31 mei t/m 9 juni 2013 was extra feestelijk en duurde negen dagen. Er was werk te zien van 150 ontwerpers van mode, textiel, fotografie, video, sieraden en accessoires uit 21 landen. Naast het vaste programma met modeshows, exposities en performances, was er een uitgebreid nevenprogramma met films, pop-upshops, workshops en presentaties op diverse locaties in Maastricht. Na afloop verklaarde organisator Branko Popovic dat de vijfde editie voelde als de definitieve doorbraak van het evenement met zeer veel aandacht van zowel lokale media als van de internationale modewereld.
De 6e editie van Fashionclash vond plaats van 12 t/m 15 juni 2014 en had als thema age ("leeftijd" of "tijdperk"). Ruim honderd jonge ontwerpers uit dertig landen lieten hun werk zien tijdens modeshows, exposities en installaties. Een van de projecten die het thema belichtten was (OLD)Fashion(ed), in samenwerking met de Nederlandse Dansdagen en Museum aan het Vrijthof, een combinatie van dans en mode waarbij louter 65-plus modellen werden ingezet. Filmhuis Lumière presenteerde in samenwerking met het Berlin Fashion Film Festival een avond met modefilms.
Fashionclash 2015 vond plaats van 11 t/m 14 juni 2015 en had als thema gender ("geslacht" of "soort"). Er werd samengewerkt met onder andere de Nederlandse Dansdagen en de Roze Zaterdag, die een week later in Maastricht plaatsvond.

### Edities 2016-2021
Fashionclash 2016 vond plaats van 30 juni t/m 2 juli. Deze 8e editie had als centraal thema heritage ("erfgoed"). Locaties voor deze editie waren onder andere: SAMdecorfabriek (MOSA), gebouw M (Tapijnkazerne), de oude brandweerkazerne (Capucijnenstraat), Marres Centrum voor Hedendaagse Kunst, Centre Céramique, Coffeelovers de Annex (Plein 1992) en het historische pand van Thiessen Wijnkoopers (Grote Gracht). Aan de openingsavond van het festival werd deelgenomen door studenten van mode-opleidingen uit Den Haag en Antwerpen, en individuele deelnemers uit heel Europa.
De 9e editie van Fashionclash vond plaats van 29 juni t/m 2 juli 2017 en had als motto Fashion Makes Sense ("mode is zinvol"). Aan de lijst van festivallocaties werd een nieuwe toegevoegd: het nieuwe, permanente centrum voor modedesign, het Forza Fashion House in het LAB-gebouw van de oude Vredestein-Radium Rubberfabriek.

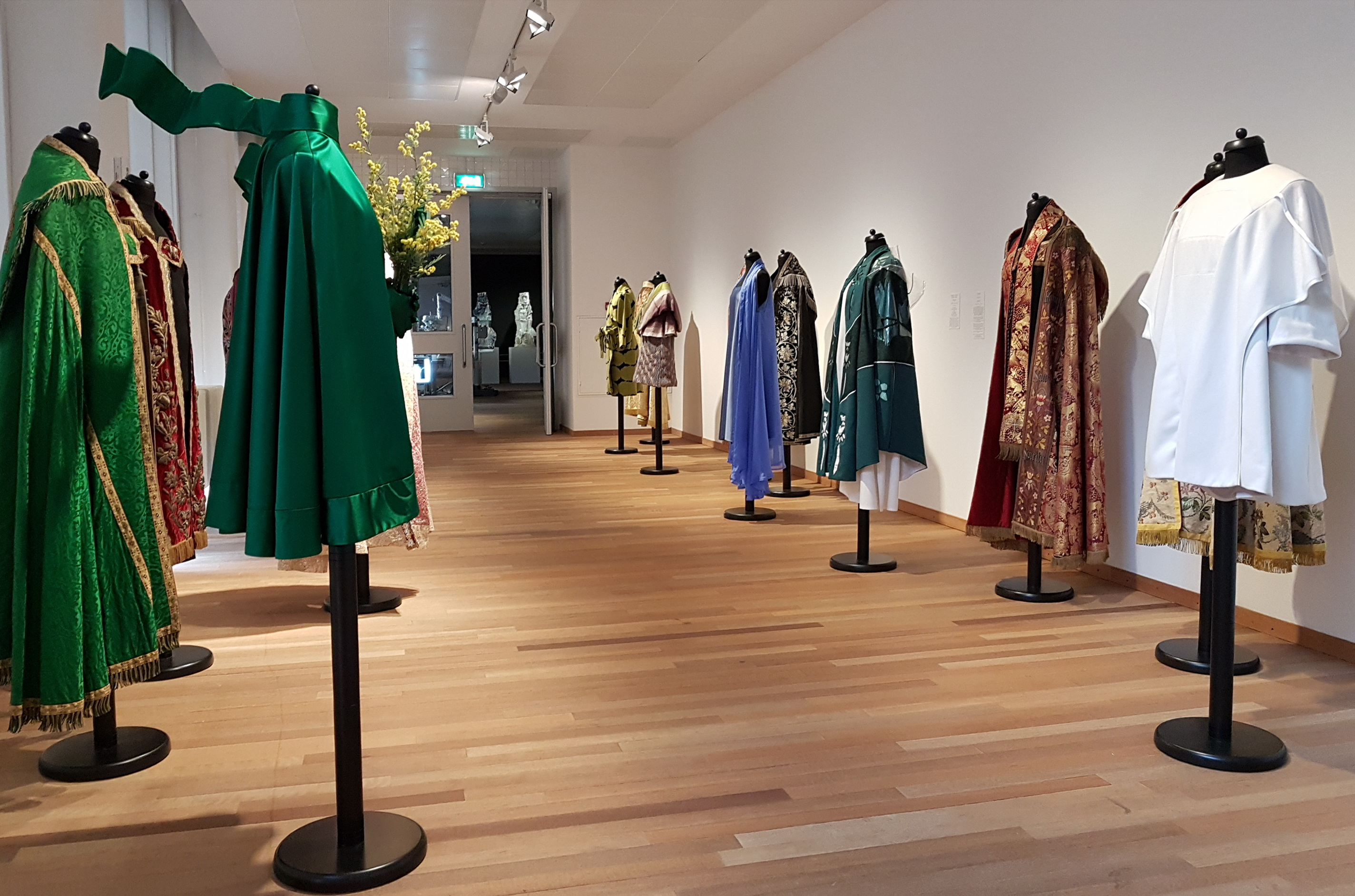
Expositie van koorkappen (oud en nieuw) in het Bonnefantenmuseum tijdens de Heiligdomsvaart van 2018 en bij gelegenheid van het 10-jarig jubileum van Fashionclash

De 10e editie vond plaats van 15 t/m 17 juni 2018 en was vanwege het jubileum extra feestelijk. Het thema was deze keer Fashion my religion!, aansluitend bij de enkele weken eerder gehouden 55e Heiligdomsvaart van Maastricht. Op het Vrijthof stond een tijdelijke 'Pink Church', waar burgemeester Annemarie Penn-te Strake de openingswoorden sprak en initiatiefnemers Popovic, Kuiper en Hamacher in het zonnetje werden gezet. Er waren exposities in het Bonnefantenmuseum, Centre Céramique, het Dinghuis, de winkelcentra Entre Deux en Mosae Forum, De Bijenkorf en de Boekhandel Dominicanen. Verder vonden lezingen en presentaties plaats in het eigen LAB-gebouw, de aangrenzende Gashouder, de Brandweerkantine, The Student Hotel (Eiffelgebouw) en een aantal kleinere locaties. De grote modemanifestatie, waaraan ongeveer 150 ontwerpers en kunstenaars deelnamen, vond opnieuw plaats op zaterdagavond in de SAMdecorfabriek.
Tijdens de 11e editie (1-3 november 2019) kon voor het laatst gebruik worden gemaakt van de SAMdecorfabriek (sloop gepland in 2020), waar onder andere de openingsshow Dress to Protest, de presentatie van het CLASH Project en de awards-uitreiking plaatsvonden. Het CLASH-project is een nieuw initiatief waarbij kunstenaars die niet uit de modewereld afkomstig zijn gevraagd worden een outfit te ontwerpen. De belangrijkste prijs, de Fashion Makes Sense Award 2019, werd uitgereikt aan GARCIABELLO (juryprijs) en Iris van Wees (publieksprijs). Verdere presentaties vonden plaats op diverse locaties in het Sphinxkwartier, in Mosae Forum, De Bijenkorf, Marres en de Jan van Eyck Academie. In het Cube Design Museum in Kerkrade vond van 28 september t/m 20 januari 2020 de tentoonstelling Fashion Makes Sense Award 2019 plaats.
De 12e editie stond gepland voor 27 t/m 29 november 2020, maar werd vanwege de coronapandemie verplaatst, in aangepaste vorm, naar begin 2021. De 13e editie gaat op 26 november 2021 van start.

## Onderscheiding
In 2021 ontvingen Branko Popovic, Nawie Kuiper, Laurens Hamacher en Jessie Beurksens de Inspiratieprijs Cultuurfonds Limburg (van het Prins Bernhard Cultuurfonds), "omdat ze niet bang zijn elk jaar hun nek uit te steken". Jurievoorzitter Chequita Nahar roemde het viertal vanwege hun verdiensten voor stad en regio: "Zij weten talenten op een innoverende manier mee te nemen in de jaarlijkse thema’s die een kritische reflectie zijn op maatschappelijke vraagstukken, beeldende kunst en vormgeving. Fashionclash speelt voor die jonge talenten de rol van katalysator. De Cultuurregio Zuid-Limburg heeft met deze inspirators een parel in huis die gekoesterd moet worden."